# Захиреддин Ибрагим бин Сукман
Захиреддин Ибрагим бин Сукман (тур. Zahîrüddin İbrâhim b. Sökmen; ум. 1126/27) — правитель эмирата с центром в Ахлате, член династии, носившей название Ахлатшахов, а позже Шах-Арменидов.

## Биография
Захиреддин Ибрагим бин Сукман был сыном Сукмана ал-Кутби, тюркского военачальника, который служил сельджукам и основал эмират с центром в Ахлате. Матерью Ибрагима была жена Сукмана, Инанч-хатун, волевая и властная женщина. В 1111 году отец Ибрагима принимал участие в походе султана Мухаммеда Тапара против крестоносцев. Под Алеппо Сукман заболел, решил вернуться домой, но в пути скончался. Тело его было привезено его подчинёнными в Ахлат и захоронено. После этого Ибрагим стал правителем эмирата,
От отца Ибрагиму досталось сильное государство, но, по словам источников, он не смог его сохранить в целости, потому что «не был похож на своего отца и был слабой личностью». Инанч-хатун взяла управление в свои руки и занималась делами государства. В период правления Ибрагима государство несло территориальные потери.
В 506 (1113) году Ибрагим со своей матерью Инанч-хатун отправился в Мейяфарикин. Там он снял с должности вали города, Огузоглу, а вместо него назначил Абу Мансура аль Муина. Брата Абу Мансура, Абу Саида Седида, Ибрагим назначил своим визирем. Но в следующем, 507 (1113/14), году Ибрагим и Инанч велели казнить Абу Саида Седида (по не указанной в источниках причине), что привело к восстанию Абу Мансура в Мейяфарикине. В 508 (1115) году султан Мухаммед Тапар, вассалом которого был Ибрагим, отдал Мейяфарикин одному из своих эмиров, Карадже эс-Саки, примерно в это же время Тапар передал Тебриз, до того момента находившийся под управлением Ахлатшахов, своей жене. Таким образом, Ахлатшахи потеряли Мейяфарикин с его окрестностями и земли в Азербайджане с центром в Тебризе.
В это же время бей Эрзена и Битлиса Хусамуддевле Тоган Аслан провозгласил независимость от Ахлатшаха и стал действовать в интересах Артукида Ильгази. Ибрагиму удалось победить Тогана Аслана, но всё равно территориальные потери были значительны. Историк аль-Азимы писал, что в 1124 году Тогана Арслана победил сын Сукмана аль-Кутби, Давуд, который затем осадил Битлис. Тем не менее, другие источники не подтверждают, что у Ибрагима был брат по имени Давуд. Кроме того, Давуд, сын Сукмана, правителя Хасанкейфа был жив в том году. Скорее всего, аль-Азимы случайно написал имя Давуд.
Историки Смбат Спарапет и Матфей Эдесский утверждали, что в 1125 году сын Сукмана Ибрагим начал кампанию против грузин с армией из 80 тысяч человек, но грузинский царь Давид Строитель победил его. Они называли Ибрагима «персидский генерал Эмир Востока Ибрагим (Апрехим)» и «эмир Персии Прехим». В «Грузинской летописи» так же утверждается, что грузины победили сына Сукмана, но в период правления сына Давида, царя Деметре . Эта экспедиция была первым военным контактом государства Ахлатшахов и Грузинского царства.
Ибрагим умер в 1126 или 1127 году, ему наследовал его брат Ахмед, который правил Ахлатом всего десять месяцев под руководством Инанч-хатун. После смерти Ахмеда трон наследовал сын Ибрагима, Сукман II.